# Bockstiege (Leichlingen)
Bockstiege ist eine aus einer Hofschaft hervorgegangene Ortslage in der Stadt Leichlingen (Rheinland) im Rheinisch-Bergischen Kreis.

## Lage und Beschreibung
Der Wohnplatz Bockstiege liegt westlich des Leichlinger Bahnhofs am westlichen Rand von Leichlingen nahe der Stadtgrenze zu Langenfeld (Rheinland) im Bereich der heutigen Hochstraße, ist aber wesentlich älter als die 1867 eröffnete Bahnstrecke Gruiten–Köln-Mülheim. Eine kleinere Nebenstraße namens Bockstiege ist im Ortsbereich nach dem Wohnplatz benannt. Der gesamte, mittlerweile geschlossen bebaute Ortsbereich wird heute nach dem benachbarten Wohnplatz Windgesheide benannt. Westlich von Bockstiege befinden sich die an Landesstraße L288 die benachbarten Wohnplätze Stockberg, Am Adler und Unterschmitte.
Weitere benachbarte, zumeist die in westliche Vorstadt Leichlingens aufgegangene Orte sind Kellerhansberg, Hüttchen, Merlenforst, Roßlenbruch, Scheeresberg, Pastorat, Kaltenberg, Bremsen, Windfahne und Förstchen. Staderhof hat seine eigenständige Lage bewahrt.

## Geschichte
Bockstiege lag östlich der Sandstraße, einer Altstraße von Aufderhöhe nach Opladen und heutige Landesstraße L288. Die Karte Topographia Ducatus Montani aus dem Jahre 1715 zeigt zwei Höfe unter dem Namen Bogstern. Im 18. Jahrhundert gehörte der Ort zum Kirchspiel Leichlingen im bergischen Amt Miselohe. Die Topographische Aufnahme der Rheinlande von 1824 zeigt den Ort als Oberbüscherhof und die Preußische Uraufnahme von 1844 verzeichnet ihn als Bockstieg, die Leichlinger Gemeindekarte von 1830 ebenso als Bocksteg.
1815/16 lebten 62 Einwohner im Ort. 1832 gehörte Bockstiege der Bürgermeisterei Leichlingen an. Der laut der Statistik und Topographie des Regierungsbezirks Düsseldorf als Hofstadt kategorisierte Ort besaß zu dieser Zeit sechs Wohnhäuser und acht landwirtschaftliche Gebäude. Zu dieser Zeit lebten 38 Einwohner im Ort, davon zwei katholischen und 36 evangelischen Glaubens. 1867 wurde östlich von Am Adler die Bahnstrecke Gruiten–Köln-Mülheim eröffnet. 
Im Gemeindelexikon für die Provinz Rheinland werden 1885 elf Wohnhäuser mit 60 Einwohnern angegeben. 1895 besitzt der Ort elf Wohnhäuser mit 58 Einwohnern, 1905 16 Wohnhäuser und 87 Einwohner.
Im ersten Drittel des 20. Jahrhunderts schlossen sich die Lücken in der Wohn- und Gewerbebebauung mit den benachbarten Wohnplätzen und Bockstiege wurde Teil der westlichen Vorstadt Leichlingens. Zu der Zeit siedelten sich Gewerbebetriebe am Ort an, deren umfangreiche Werksanlagen den Bereich um Bockstiege großflächig bestimmen.